# InnoGames
InnoGames GmbH je německá společnost zabývající se vývojem a provozováním online her. Byla založena roku 2003 Eike a Hendrikem Klindworthými a Michaelem Zillmerem. V červnu toho roku vydali svoji první hru Divoké kmeny. Jednalo se pouze o koníček vývojářů, ale počet hráčů jim rychle narůstal. V roce 2005 hra měla již 50 000 hráčů, a tak už firmu měli jako normální zaměstnání. V roce 2007 vznikla hra The West a o 2 roky později hra Grepolis. Poté na konci května 2012 založili hru Forge of Empires, která během několika let získala miliony hráčů po celém světě. V dalších letech začal vývoj her Divoké kmeny 2, Rising Generals nebo Elvenar.